# 아나톨 데이브레르

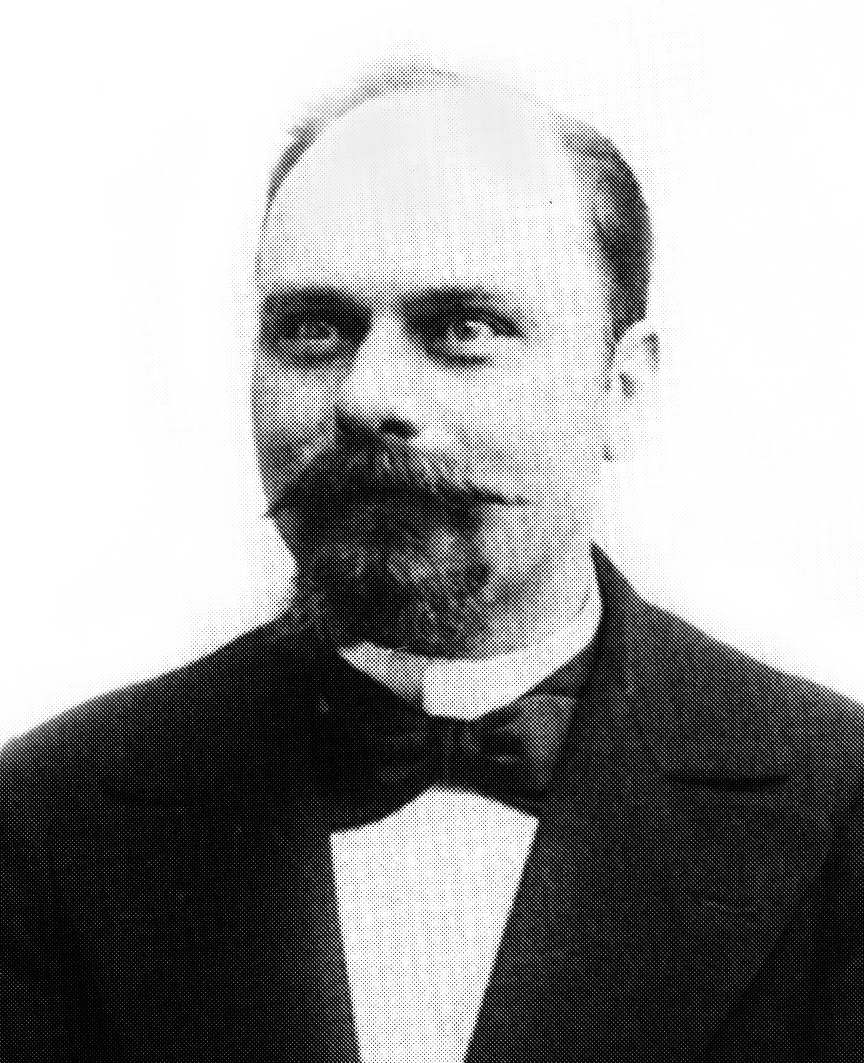
아나톨 데이브레르

아나톨 데이브레르(Anatole Deibler, 1863년 11월 29일 ~ 1939년 2월 2일)는 브르타뉴 일에빌렌주 렌에서 태어난 프랑스의 사형 집행인으로 1899년부터 1939년까지 무슈 드 파리로서 299건의 사형을 집행했다. 공개 처형 및 언론의 광범위한 보도 때문에 데이브레르는 가장 유명한 프랑스 사형 집행인들 중 한 명으로 여겨진다.

## 같이 보기
- 단두대